# Smrk Koyamův
Smrk Koyamův (Picea koyamae) je druh jehličnatého stromu původem z Japonska. Byl popsán po japonském botanikovi Mitsuaovi Koyamovi. Shirasawa původně popsal druh jako Picea koyamai, podle mezinárodního kódu botanické nomenklatury byla tato pravopisná chyba později opravena.

## Popis
Jedná se o strom, který dorůstá až 20 m výšky a průměru kmene až 1 m. Borka je šedohnědá až černohnědá, u starších exemplářů rozpraskaná do šupin. Větvičky mají hnědou barvu, jsou rýhované a lysé. Jehlice jsou na průřezu čtverhranné, asi 0,8–1,6 cm dlouhé a asi 1,5 mm široké, na vrcholu špičaté, později tupé. Samičí šišky jsou zpočátku rezatě purpurové, za zralosti pak hnědé, asi 4–8 cm dlouhé a asi 2–2,5 cm široké. Šupiny samičích šišek jsou za zralosti okrouhlé až obvejčité, asi 15 mm dlouhé a asi 13–16 široké, na horním okraji jemně zoubkované. Semena jsou křídlatá, křídla jsou asi 10 mm dlouhá a 5 mm široká.

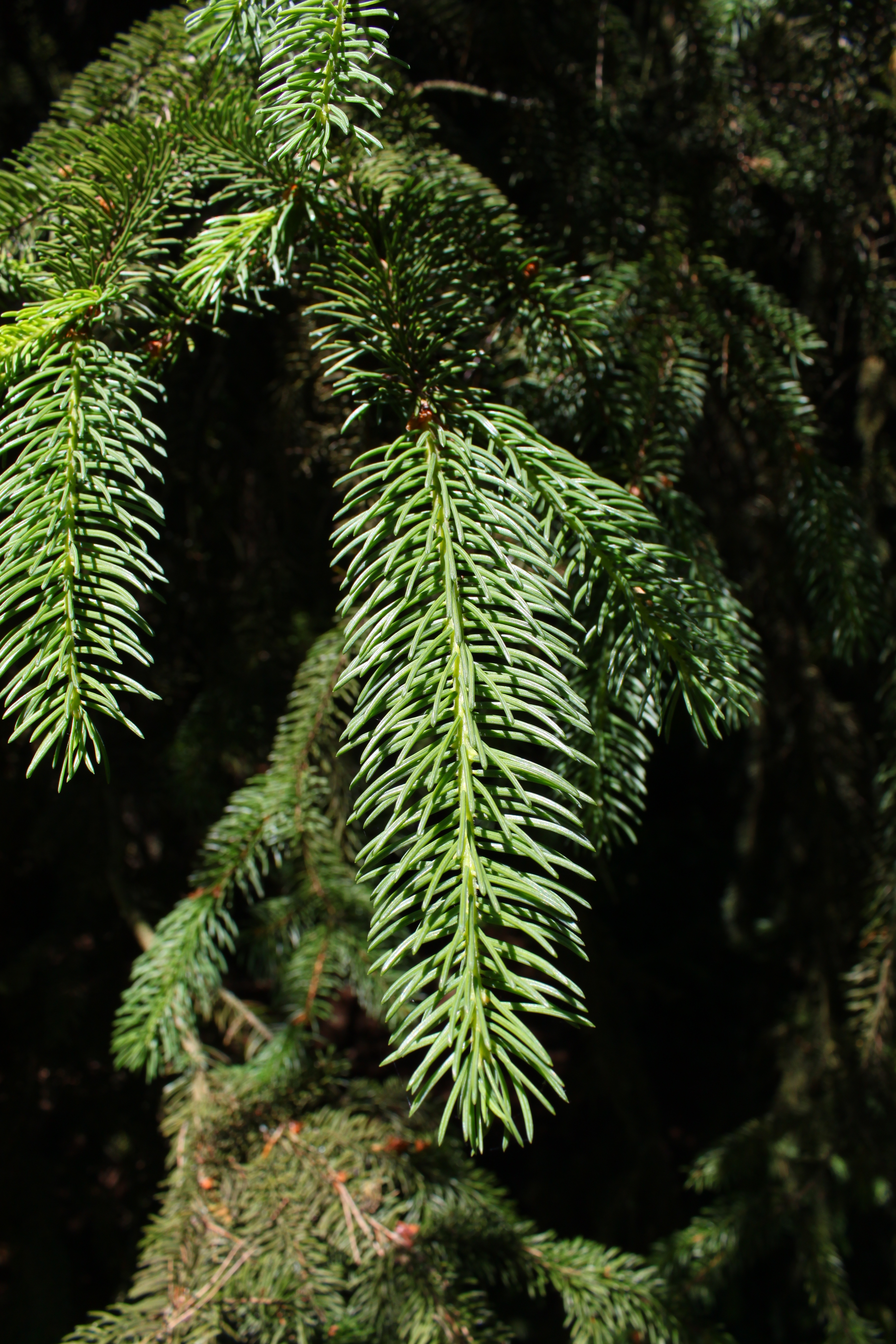
Větévka

## Rozšíření
Smrk Koyamův přirozeně roste v malém areálu na ostrově Honšú v Japonsku. Ve volné přírodě je to dnes vzácný druh, celkově je známo řádově jen stovky jedinců. Populace je ohrožována také častými tajfuny. Kriticky ohrožený druh podle IUCN.

## Využití
Pro ekonomické využití je příliš vzácný, občas se pěstuje jako okrasný strom. Ve střední Evropě ho můžeme vidět jen výjimečně v arboretech, například v Kunraticích u Šluknova či v Průhonicích